# Sheila Jackson
Sheila Jackson (ur. 11 listopada 1957) – angielska szachistka, arcymistrzyni od 1988 roku.

## Kariera szachowa
W 1970 r. zdobyła tytuł mistrzyni Wielkiej Brytanii juniorek do 14 lat, natomiast w 1971 r. – do 18 lat. Wielokrotnie startowała w finałach indywidualnych mistrzostw Wielkiej Brytanii, czterokrotnie zdobywając złote medale, w latach 1975, 1978, 1980 oraz 1981. Pomiędzy 1974 a 1992 r. wystąpiła we wszystkich w tym okresie rozegranych 10 szachowych olimpiadach, największy sukces odnosząc w 1976 r. w Hajfie, gdzie angielskie szachistki zdobyły srebrne medale. W swoim dorobku posiada jeszcze drugi srebrny medal, który otrzymała za indywidualny wynik na II szachownicy podczas olimpiady w Lucernie w 1982 roku. W 1992 r. wystąpiła w reprezentacji kraju na rozegranych w Debreczynie pierwszych drużynowych mistrzostwach Europy.
W 1979 r. zajęła V miejsce w kołowym turnieju w Nałęczowie, w 1985 r. zajęła V miejsce w rozegranym w Brighton memoriale Eileen Tranmer. W 1991 r. jedyny raz w karierze wystąpiła w turnieju międzystrefowym (eliminacji eliminacji mistrzostw świata), zajmując w Suboticy XXXI miejsce w stawce 35 zawodniczek.
Najwyższy ranking w karierze osiągnęła 1 stycznia 1987 r., z wynikiem 2295 punktów dzieliła wówczas 36-39. miejsce na światowej liście FIDE, jednocześnie zajmując 4. miejsce wśród angielskich szachistek.
Od 2000 r. w turniejach klasyfikowanych przez Międzynarodową Federację Szachową uczestniczy bardzo rzadko.